# 장혁
장혁(본명: 정용준, 1976년 12월 20일~)은 대한민국의 배우이다.
장혁은 부산에서 태어나 서울과 부산을 오가며 학교를 마쳤으며 서울 잠실에 있는 초등학교, 중학교를 거쳐 고등학교를 졸업하였다. 그 이후 서울예술대학 영화과를 전공한 뒤 1997년 드라마 《모델》로 데뷔하였다. 장혁이라는 예명은 데뷔 당시에 활동했던 그의 매니저인 최장혁에서 따온 것이라고 한다.
이후 수많은 청춘 스타들을 배출한 하이틴 드라마 《학교》(1999) 외에도 《햇빛속으로》(1999), 《왕룽의 대지》(2000) 등의 여러 드라마 작품을 거치면서 연기력을 쌓았고, 자신의 트레이드 마크인 반항아 이미지를 얻었다. 이런 이미지는 영화 데뷔까지 이어져 1998년 첫 영화 《짱》의 학교 짱 임세빈 역을 맡게 되고, 두 번째 영화 《화산고》에서도 자신의 의지와 상관없이 대단한 무공을 가지게 된 화산 고등학생 최고수 경수로 분하였다. 2000년에는 'TJ Project'라는 이름으로 솔로 래퍼 활동을 하기도 했다. 2002년에는 인기리에 방영된 드라마 《명랑소녀 성공기》와 사극 드라마 《대망》의 두 편의 드라마로 그 해 SBS 연기대상 최우수연기상을 받기도 하였다. 하지만 2004년에는 병역 비리 사건에 연루되었고 이후 송승헌, 한재석과 함께 그 해 11월 16일에 입대 하여 현역으로 복무했으며, 2006년 11월 15일에 제대하며 군복무를 마쳤다.
장혁은 2007년 3월에 방영한 드라마 《고맙습니다》를 통해 연기자로 복귀하였다. 이후 그의 인생작이라고 일컬어지는 2010년 드라마 《추노》에서 이대길 역을 연기하여 30%가 넘는 높은 시청률과 함께 많은 화제를 불러일으키며 그해 KBS 연기대상에서 첫 대상을 수상하는 쾌거를 이뤘다. 그는 등장 인물을 가장 잘 표현한 배우와 시청자가 가장 좋아하는 배우 항목에서 각각 1위에 선정되었다. 또한 제39회 국제 에미상 최우수 남자배우상 결선에도 진출하였다. 2013년에는 드라마 《아이리스 2》에서 정유건 역을 맡아 열연했고, 종료 후 MBC 《일밤 - 진짜 사나이》에 합류하여 고정 출연하였다. 2016년에는 메디컬 드라마 《뷰티풀 마인드》에사 남자주인공 이영오 역을 맡아 타인의 감정을 이해할 수 없는 인간이 사랑을 느끼는 감정의 과정을 섬세하게 표현하였다.
이후 2017년《보이스》에서 주인공 형사역 무진혁을 맡아 대역 없는 열연을 보이며 액션과 인상 깊은 연기를 소화해서 제일 유명한 인생작 대표작이자 인생 캐릭터이며, 많은 호평과 엄청난 화제 인기를 끌며 시즌제 드라마까지 만들어졌다. 시즌2 부터는 더 이상 새로운 모습을 보여줄 자신이 없으시다고 하시면서 나오지 않았지만 시즌2, 시즌3 이진욱 배우와 시즌4 송승헌 배우도 다른 매력의 느낌으로 형사 역할을 잘 소화하며 시즌제로서 많은 인기를 끌었지만 시즌1 원년멤버 장혁 무진혁 형사가 차지하는 비중 공백이 크며, 복귀하셔서 다시 나왔으면 좋겠다는 의견이 많으며 많은 사람들이 그리워하고 있다. 2017년 겨울엔 MBC 《돈꽃》의 남자주인공 강필주를 연기해 2017 MBC연기대상 최우수연기상을 수상하는 등 연기 변신에 호평을 받았다.
이후 2018년 SBS 《기름진 멜로》에 두칠성 역으로 출연해 특히 극 중 코믹 역할을 담당해 망가짐도 불사하는 등 연기폭을 확대하였다.

## 학력
- 서울잠전국민학교(졸업)
- 아주중학교(졸업)
- 사직고등학교(졸업)
- 부산경상대학교 방송연예과(전문학사)
- 서울예술대학교 영화과(전문학사)
- 단국대학교 연극영화학과(학사)

## 출연 작품

### 드라마
SBS
- 1997년 SBS 드라마스페셜 《모델》 ... 준호 역
- 1998년 SBS 주말극장 《사랑해 사랑해》
- 2000년 SBS 주말극장 《왕룽의 대지》 ... 박봉필 역
- 2002년 SBS 드라마스페셜 《명랑소녀 성공기》 ... 한기태 역
- 2002년 SBS 주말 특별기획 《대망》 ... 박재영 역
- 2008년 SBS 드라마스페셜 《불한당》 ... 권오준 역
- 2008년 SBS 월화 미니시리즈 《타짜》 ... 고니 역
- 2011년 SBS 월화 미니시리즈 《마이더스》 ... 김도현 역
- 2011년 SBS 수목 대기획 드라마 《뿌리깊은 나무》 ... 강채윤 역
- 2018년 SBS 월화 미니시리즈 《기름진 멜로》 ... 두칠성 역

MBC
- 1998년 MBC 일일 시트콤 《남자 셋 여자 셋》
- 1999년 MBC 수목 미니시리즈 《햇빛속으로》 ... 한명하 역
- 2007년 MBC 수목 미니시리즈 《고맙습니다》 ... 민기서 역
- 2014년 MBC 수목 미니시리즈 《운명처럼 널 사랑해》 ... 이건 역
- 2014년 MBC 드라마 페스티벌 - 《오래된 안녕》 ... 강수혁 역
- 2015년 MBC 월화 특별기획 드라마 《빛나거나 미치거나》 ... 왕소 역
- 2017년~2018년 MBC 토요 특별기획 드라마 《돈꽃》 ... 강필주 / 장은천 역
- 2018년 MBC 월화 미니시리즈 《배드파파》 ... 유지철 역

KBS
- 1999년~2000년 KBS2 월화 미니시리즈 《학교》 ... 강우혁 역
- 2010년 KBS2 수목 대기획 드라마 《추노》 ... 이대길 역
- 2013년 KBS2 수목 대기획 드라마 《아이리스 2》 ... 정유건 역
- 2015년 KBS2 금토 미니시리즈 《프로듀사》 ... 장현성 역(특별출연)
- 2015년 KBS2 수목 미니시리즈 《장사의 신 - 객주 2015》 ... 천봉삼 역
- 2016년 KBS2 월화 미니시리즈 《뷰티풀 마인드》 ... 이영오 역
- 2017년 KBS2 금토 미니시리즈 《최고의 한방》 ... 전화하는 남자 역(특별출연)
- 2022년 KBS2 월화 미니시리즈 《붉은 단심》 ... 박계원 역

외주
- 2010년 절강위성 TV 중국드라마 《애상여주파》 ... 천이보 역
- 2017년 OCN 주말 미니시리즈 《보이스》 ... 무진혁
- 2019년 tvN 월화 미니시리즈 《왕이 된 남자》 ... 부왕 역(특별출연)
- 2019년 JTBC 금토 미니시리즈 《나의 나라》 ... 이방원 역
- 2020년 OCN 주말 오리지널 드라마 《본 대로 말하라》 ... 오현재 역
- 2023년 tvN 수목 미니시리즈 《패밀리》 ... 권도훈 역

### 영화
- 1998년 영화 《짱》 ... 임세빈 역
- 2001년 영화 《화산고》 ... 김경수 역
- 2002년 영화 《정글 쥬스》 ... 기태 역
- 2002년 영화 《화장실 어디에요?》 ... 김선박 역
- 2003년 영화 《영어 완전 정복》 ... 박문수 역
- 2004년 영화 《내 여자친구를 소개합니다》 ... 고명우 역
- 2004년 영화 《S 다이어리》 ... 임찬 역(특별출연)
- 2009년 영화 《오감도》- seg. 첫 번째 <His concern> ... 정민수 역
- 2009년 영화 《토끼와 리저드》 ... 은설 역
- 2009년 영화 《펜트하우스 코끼리》 ... 현우 역
- 2011년 영화 《의뢰인》 ... 한철민 역
- 2012년 영화 《댄스 오브 드래곤》 ... 권태산 역
- 2013년 영화 《감기》 ... 강지구 역
- 2013년 영화 《아이리스 2: 더 무비》- 극장판 ... 정유건 역
- 2014년 영화 《가시》 ... 준기 역
- 2014년 영화 《순수의 시대》 ... 이방원 역
- 2016년 영화 《진실금지구역 - 
 (真相禁區 Inside Or Outside)》 ... 우지안 역
- 2017년 영화 《사랑하기 때문에》 ... 점쟁이 역(특별출연)
- 2017년 영화 《보통사람》 ... 최규남 역
- 2020년 영화 《검객》 ... 태율 역
- 2021년 영화 《강릉》 ... 이민석 역
- 2022년 영화 《더 킬러:죽어도 되는 아이》 ... 의강 역
- 2024년 영화 《아파트: 리플리의 세계》 ...

### 텔레비전 프로그램
| 연도      | 방송사       | 제목                                    | 역할      | 날짜                      | 비고                                   |
| --------- | ------------ | --------------------------------------- | --------- | ------------------------- | -------------------------------------- |
| 2004      | KBS2         | 일요일은 101% - 《여걸파이브》          | 게스트    | 05.                       |                                        |
| 2007      | MBC          | 《지피지기》                            | 게스트    | 05. 24.                   | 1회                                    |
| 2007      | 아리랑 TV    | 《하트 투 하트 》                       | 게스트    | 11. 16.                   | 장혁, 한류배우 편                      |
| 2008      | SBS          | 《패밀리가 떴다》                       | 게스트    | 08. 12. 21. ~ 09. 01. 04. | 27, 28, 29회                           |
| 2009      | SBS          | 《패밀리가 떴다》                       | 게스트    | 10. 04. ~ 10. 11.         | 66, 67회                               |
| 2009      | KBS2         | 《해피투게더 시즌 3》                   | 게스트    | 10. 1.                    | 117회                                  |
| 2010      | KBS1         | 《이야기쇼 락》                         | 게스트    | 01. 05.                   | 11회                                   |
| 2010      | tvN          | 《백지연의 피플인사이드》               | 게스트    | 03. 19.                   | 42회                                   |
| 2010      | KBS1         | 《연대기 100인의 전설》                 | 게스트    | 03. 20.                   |                                        |
| 2010      | Trend E      | 《It Travel - 미서부 편》               | 게스트    |                           | 여행 리얼리티                          |
| 2010      | KBS2         | 《해피투게더 시즌 3》                   | 게스트    | 01. 07. ~ 01. 14.         | 130, 131회                             |
| 2010      | KBS2         | 《김승우의 승승장구》                   | 게스트    | 04. 06.                   | 9회                                    |
| 2010      | MBC          | 《일요일 일요일밤에 - 단비》            | 게스트    | 07. 04. ~ 07. 18.         | 몽골 편                                |
| 2011      | tvN          | 《모닝토크쇼 브런치》                   | 게스트    | 05. 03.                   | 26회                                   |
| 2011      | SBS          | 《런닝맨》                              | 게스트    | 05. 22. ~ 05. 29.         | 44회, 45회                             |
| 2011      | tvN          | 《백지연의 피플인사이드》               | 게스트    | 05. 16.                   | 100회 특집                             |
| 2011      | FashionN     | 《시크릿 아시아 - 스토리 오브 오사카 》 | 게스트    | 06. 25.                   |                                        |
| 2011      | tvN          | 《재능나눔프로젝트 DREAM》              | 게스트    |                           |                                        |
| 2011      | SBS          | 《힐링캠프, 기쁘지 아니한가》           | 게스트    | 10. 10.                   | 13회                                   |
| 2012      | JTBC         | 《메이드 인 U》                         | 심사위원  |                           |                                        |
| 2012      | tvN          | 《현장 토크쇼 택시》                    | 게스트    | 02. 23.                   | 일본 특집 232회                        |
| 2013      | KBS2         | 《스타, 여행에 빠지다》                 | 게스트    |                           |                                        |
| 2013      | SBS          | 《화신: 마음을 지배하는 자》            | 게스트    | 05. 28.                   | 15회                                   |
| 2013      | MBC          | 《일밤 - 진짜 사나이》                  | 고정 출연 | 13. 06. 09. ~ 14. 02. 09. |                                        |
| 2015      | K STAR       | 《THE 프렌즈 in 크로아티아》            | 게스트    | 08. 19. ~ 09. 09.         |                                        |
| 2017      | tvN          | 《인생술집》                            | 게스트    | 01. 12.                   | 6회, 장혁 편                           |
| 2017      | KBS2         | 《용띠클럽 - 철부지 브로망스》          | 고정 출연 | 10. 10. ~ 12. 19.         |                                        |
| 2018      | SBS          | 《런닝맨》                              | 게스트    | 01. 14                    | 385회                                  |
| 2018      | 채널A        | 《나만 믿고 따라와, 도시어부》          | 게스트    | 08. 23. ~ 09. 13.         | 51회 ~ 54회                            |
| 2018      | MBC          | 《라디오스타》                          | 게스트    | 09. 26                    | 584회                                  |
| 2019      | MBC 에브리원 | 《도시경찰》                            | 고정 출연 |                           |                                        |
| 2019      | MBN          | 《오늘도 배우다》                       | 게스트    | 04.08                     | 임하룡, 김희철, 슈화, 민니와 동반 출연 |
| 2020      | JTBC         | 《위대한 배태랑》                       |           | 08. 03, 08. 10            | 10회, 11회                             |
| 2020      | OCN          | 《본 대로 말하라》                      | 고정 출연 | 02. 01. ~ 03. 22.         |                                        |
| 2020      | MBC 에브리원 | 《요트 원정대 : 더 비기닝》             | 고정 출연 | 10. 26. ~ 12. 28.         |                                        |
| 2021      | SBS          | 《정글의 법칙 개척자들》                | 게스트    | 02. 20. ~ 03. 20.         |                                        |
| 2021      | KBS2         | 《수미산장》                            | 게스트    | 02. 25. ~ 03. 04.         | 2회, 3회                               |
| 2021      | MBN          | 《전국방방쿡쿡》                        | 고정 출연 | 04. 10. ~ 06. 26.         |                                        |
| 2021      | SBS          | 《런닝맨》                              | 게스트    | 11. 07                    | 578회                                  |
| 2021      | MBC          | 《라디오스타》                          | 게스트    | 11. 17.                   | 746회                                  |
| 2022~2023 | tvN          | 《슈퍼액션》                            | 심사위원  | 2022.11.27. ~ 2023.1.8    |                                        |
| 2023      | SBS          | 《나이트라인》                          | 출연      | 07.13                     |                                        |
| 2023      | SBS          | 《런닝맨》                              | 게스트    | 02.05                     | 640회                                  |
| 2023      | tvN          | 《놀라운 토요일》                       | 게스트    | 04.22                     | 260회                                  |
| 2023      | JTBC         | 《택배는 몽골몽골》                     | 고정출연  | 08.18                     |                                        |
| 2024      | MBC          | 《라디오스타》                          | 게스트    | 03.13                     | 858회                                  |
| 2024      | tvN          | 《진실 혹은 설정: 우아한 인생》         | 게스트    | 05.03                     | 2회                                    |
| 2024      | SBS          | 《신발 벗고 돌싱포맨》                  | 게스트    | 05.14                     | 137회                                  |
| 2024      | TV CHOSUN    | 《식객 허영만의 백반기행》              | 게스트    | 05.19                     | 248회                                  |
| 2024      | SBS          | 《런닝맨》                              | 게스트    | 06.16                     | 709회                                  |
| 2024      | tvN          | 《밥이나 한잔해》                       | 게스트    | 07.11                     | 8회                                    |
| 2024      | tvN          | 《놀라운 토요일 도레미마켓》            | 게스트    | 07.13                     | 323회                                  |

2024

### 라디오 프로그램
| 연도 | 방송사     | 제목                               | 역할   | 방송 날짜 | 비고  |
| ---- | ---------- | ---------------------------------- | ------ | --------- | ----- |
| 2013 | SBS 파워FM | 최화정의 파워타임                  | 게스트 | 07. 02.   | [ 6 ] |
| 2015 | MBC FM4U   | 써니의 FM데이트 - 그 사람의 신청곡 | 게스트 | 01. 20.   | [ 7 ] |
| 2017 | SBS 파워FM | 두시탈출 컬투쇼 - 특별 초대석      | 게스트 | 03. 30.   | [ 8 ] |

### 뮤직 비디오
| 연도 | 가수   | 곡명                    | 비고 |
| ---- | ------ | ----------------------- | ---- |
| 1997 | 이승환 | 애원                    |      |
| 1998 | 조규만 | 이해할게                |      |
| 1998 | 김부용 | 그녀의 부모님께         |      |
| 1999 | god    | 어머님께                |      |
| 2001 | JTL    | A better day            |      |
| 2008 | 소아헌 | 충동                    |      |
| 2008 | 김용진 | 사랑이 있을까           |      |
| 2017 | 터보   | 뜨거운 설탕 (Hot Sugar) |      |

### 광고
| 년도            | 기업명                 | 브랜드명(종류)                     | 공동 출연                              |
| --------------- | ---------------------- | ---------------------------------- | -------------------------------------- |
| 1999년          | 삼성전자               | 애니콜                             |                                        |
| 1999년          | (주)잠뱅이             | 잠뱅이 (의류)                      | 전지현                                 |
| 1999년          | 롯데칠성               | 레쓰비 (캔커피)                    |                                        |
| 2000년          | 제일제당               | 드림라인 (인터넷)                  |                                        |
| 2001년          | 오리온                 | 핫브레이크                         |                                        |
| 2001년          | SK텔레콤               | 017 (통신사)                       |                                        |
| 2002년          | 해태제과               | 크런치킹                           | 이대근                                 |
| 2002년          | 해태아이스             | 아이스가이 (아이스크림)            |                                        |
| 2002년          | 하이트진로             | 프라임맥주(주류)                   |                                        |
| 2002년          | (주)화승               | 우들스 (멀티 스포츠 캐주얼숍)      |                                        |
| 2002년~2003년   | SK브로드밴드           | 하나포스 (인터넷)                  | 이범수(2002년)                         |
| 2003년          | 행텐코리아             | 행텐 (의류)                        |                                        |
| 2003년          | 더팬코리아             | 더팬 (의류)                        |                                        |
| 2004년          | 빙그레                 | 메타콘 (아이스크림)                | 전지현                                 |
| 2010년          | 코리아델로스KD         | 치킨매니아 (치킨 프랜차이즈)       | 한지혜                                 |
| 2010년          | 한국코카콜라           | 파워에이드 (이온음료)              |                                        |
| 2010년          | (주)보해양조           | 보해 복분자주 (주류)               |                                        |
| 2010년          | (주)케이투 코리아      | 아이더 (아웃도어)                  | 천정명                                 |
| 2011년          | 대성쎌틱               | S라인 콘덴싱 (보일러)              |                                        |
| 2011년, 2013년~ | 농심                   | 신라면 블랙 (라면)                 | 윤상현(2013년)                         |
| 2011년~2012년   | Guess C. Watch         | GC 워치 (스위스 시계 브랜즈)       |                                        |
| 2012년          | 굿다운로더 캠페인본부  | 굿다운로더 콜라보레이션            |                                        |
| 2012년          | 폴메이저 (남성 정장복) |                                    |                                        |
| 2012년          | NH농협생명             | NH농협 행복자산플랜 (보험)         | 손예진                                 |
| 2012년          | NH농협생명             | NH농협손해보험 (보험)              | 김사랑, 박지윤, 윤도현, 이외수, 김갑수 |
| 2012년          | LG유플러스             | 19요금제 (통신사)                  |                                        |
| 2012년          | 리복 코리아            | 리복 직텍 (스포츠의류)             | 윤계상, 이시영                         |
| 2013년          | 기아자동차             | K7 (자동차)                        |                                        |
| 2013년          | 웨지웰 코리아          | 쉬크 (면도기)                      |                                        |
| 2013년          | OB                     | 골든라거 맥주 (주류)               |                                        |
| 2013년~2014년   | (주)골든듀             | 골든듀 (주얼리)                    |                                        |
| 2013년~2014년   | 현대오토콤             | 다본다 럭셔리 (블랙박스)           |                                        |
| 2013년~         | 젯아이씨(주)           | 웨스트우드 (아웃도어)              |                                        |
| 2015년~2016년   | 현대약품               | 마이녹실 (탈모치료제)              |                                        |
| 2016년          | 스네일코리아           | 구음진경 (모바일 무협 MMORPG 게임) |                                        |
| 2021년          | 유주게임즈코리아       | 그랑삼국                           | 황제성                                 |

## 음반
- 2000년 《T.J PROJECT》

## 홍보대사
- 2000년 사이버윤리 홍보위원
- 2007년 사랑의 장기기증 운동본부 홍보대사
- 2012년 굿다운로더 서포터즈
- 2012년 국세청 홍보대사
- 2012년~2013년 한글 홍보대사

## 저서
- 2013년 열혈남아(열혈남자 장혁의 진짜 이야기) (페이퍼북, ISBN 9788997148325)

## 수상 및 후보
| 연도 | 시상식                             | 부문                                              | 작품                                             | 결과 |
| ---- | ---------------------------------- | ------------------------------------------------- | ------------------------------------------------ | ---- |
| 1999 | KBS 연기대상                       | 남자 신인연기상                                   | 《학교》                                         | 후보 |
| 1999 | KBS 연기대상                       | 남자 인기상                                       | 《학교》                                         | 후보 |
| 2000 | SBS 연기대상                       | 남자 신인연기상                                   | 《왕룽의 대지》                                  | 수상 |
| 2002 | SBS 연기대상                       | 특별기획부문 남자 연기상                          | 《대망》                                         | 후보 |
| 2002 | SBS 연기대상                       | 드라마스페셜부문 남자 연기상                      | 《명랑소녀 성공기》                              | 후보 |
| 2002 | SBS 연기대상                       | 남자 최우수연기상                                 | 《명랑소녀 성공기》, 《대망》                    | 수상 |
| 2002 | SBS 연기대상                       | 10대 스타상                                       | 《명랑소녀 성공기》, 《대망》                    | 수상 |
| 2007 | 중국무술 페스티벌                  | 무술 신세력상                                     | 빈칸                                             | 수상 |
| 2007 | 제10회 엠네스티 언론상 시상식      | 특별상                                            | 빈칸                                             | 수상 |
| 2007 | MBC 연기대상                       | 남자 우수연기상                                   | 《고맙습니다》                                   | 후보 |
| 2007 | MBC 연기대상                       | 미니시리즈부문 황금연기상                         | 《고맙습니다》                                   | 수상 |
| 2007 | MBC 연기대상                       | 베스트 커플상 (with 공효진)                       | 《고맙습니다》                                   | 후보 |
| 2008 | 제3회 아시아모델상 시상식          | (BBF) 인기스타상                                  | 빈칸                                             | 수상 |
| 2008 | 제2회 서부헐리우드국제영화제       | 남자배우상                                        | 《댄스 오브 드래곤》                             | 수상 |
| 2008 | SBS 연기대상                       | 특별기획부문 남자 연기상                          | 《타짜》                                         | 수상 |
| 2008 | SBS 연기대상                       | 10대 스타상                                       | 《타짜》                                         | 수상 |
| 2010 | 제46회 백상예술대상                | TV부문 남자 최우수연기상                          | 《추노》                                         | 후보 |
| 2010 | 제5회 서울 드라마 어워즈           | 한류드라마부문 남자 연기자상 (이병헌과 공동 수상) | 《추노》                                         | 수상 |
| 2010 | 제3회 코리아 드라마 어워즈         | 남자 주연상                                       | 《추노》                                         | 수상 |
| 2010 | 제17회 한일문화대상                | 문화외교부문 배우상                               | 빈칸                                             | 수상 |
| 2010 | 제2회 코리아 주얼리 어워드         | 루비상                                            | 빈칸                                             | 수상 |
| 2010 | 제5회 에이 어워드                  | 패션부문                                          | 빈칸                                             | 수상 |
| 2010 | 제23회 그리메상                    | 최우수 남자연기자상                               | 《추노》                                         | 수상 |
| 2010 | KBS 연기대상                       | 대상                                              | 《추노》                                         | 수상 |
| 2010 | KBS 연기대상                       | 남자 최우수연기상                                 | 《추노》                                         | 후보 |
| 2010 | KBS 연기대상                       | 남자 네티즌상                                     | 《추노》                                         | 후보 |
| 2010 | KBS 연기대상                       | 베스트 커플상 (with 이다해)                       | 《추노》                                         | 수상 |
| 2011 | 국제에미상                         | 남우주연상                                        | 《추노》                                         | 후보 |
| 2011 | 제23회 한국PD대상                  | 탤런트부문 출연자상                               | 《추노》                                         | 수상 |
| 2011 | SBS 연기대상                       | 특별기획부문 남자 최우수연기상                    | 《마이더스》                                     | 수상 |
| 2011 | SBS 연기대상                       | 10대 스타상                                       | 《마이더스》, 《뿌리깊은 나무》                  | 수상 |
| 2012 | 제46회 납세자의 날                 | 대통령 표창                                       | 빈칸                                             | 수상 |
| 2013 | 제13회 대한민국청소년영화제        | 남자배우부문 인기영화인상                         | 《아이리스 2: 더 무비》                          | 수상 |
| 2013 | MBC 방송연예대상                   | 쇼·버라이어티부문 인기상                          | 《진짜 사나이》                                  | 수상 |
| 2013 | KBS 연기대상                       | 대상                                              | 《아이리스 2》                                   | 후보 |
| 2013 | KBS 연기대상                       | 남자 최우수연기상                                 | 《아이리스 2》                                   | 후보 |
| 2013 | KBS 연기대상                       | 중편드라마부문 남자 우수연기상                    | 《아이리스 2》                                   | 후보 |
| 2013 | KBS 연기대상                       | 남자 네티즌상                                     | 《아이리스 2》                                   | 후보 |
| 2013 | KBS 연기대상                       | 베스트 커플상 (with 이다해)                       | 《아이리스 2》                                   | 후보 |
| 2014 | 제3회 에이판 스타 어워즈           | 미니시리즈부문 남자 최우수연기상                  | 《운명처럼 널 사랑해》                           | 후보 |
| 2014 | 제7회 헤럴드동아라이프스타일어워즈 | 베스트 드레서상                                   | 빈칸                                             | 수상 |
| 2014 | MBC 연기대상                       | 미니시리즈부문 남자 최우수연기상                  | 《운명처럼 널 사랑해》                           | 수상 |
| 2014 | MBC 연기대상                       | 남자 인기상                                       | 《운명처럼 널 사랑해》                           | 후보 |
| 2014 | MBC 연기대상                       | 베스트 커플상 (with 장나라)                       | 《운명처럼 널 사랑해》                           | 수상 |
| 2014 | MBC 연기대상                       | 단막극부문 연기상                                 | MBC 드라마 페스티벌 -《오래된 안녕》             | 후보 |
| 2015 | 제3회 드라마피버 어워즈            | 베스트 커플상 (with 장나라)                       | 《운명처럼 널 사랑해》                           | 후보 |
| 2015 | 제4회 에이판 스타 어워즈           | 중편드라마부문 남자 최우수연기상                  | 《빛나거나 미치거나》, 《장사의 신 - 객주 2015》 | 후보 |
| 2015 | MBC 연기대상                       | 특별기획부문 남자 최우수연기상                    | 《빛나거나 미치거나》                            | 후보 |
| 2015 | KBS 연기대상                       | 대상                                              | 《장사의 신 - 객주 2015》                        | 후보 |
| 2015 | KBS 연기대상                       | 남자 최우수연기상                                 | 《장사의 신 - 객주 2015》                        | 후보 |
| 2015 | KBS 연기대상                       | 중편드라마부문 남자 우수연기상                    | 《장사의 신 - 객주 2015》                        | 수상 |
| 2015 | KBS 연기대상                       | 남자 네티즌상                                     | 《장사의 신 - 객주 2015》                        | 후보 |
| 2015 | KBS 연기대상                       | 베스트 커플상 (with 한채아)                       | 《장사의 신 - 객주 2015》                        | 수상 |
| 2016 | KBS 연기대상                       | 미니시리즈부문 남자 우수연기상                    | 《뷰티풀 마인드》                                | 후보 |
| 2017 | 2017 한국드라마를 빛낸 스타상      | 드라마 스타상                                     | 《보이스》                                       | 수상 |
| 2017 | MBC 연기대상                       | 대상                                              | 《돈꽃》                                         | 후보 |
| 2017 | MBC 연기대상                       | 주말극부문 남자 최우수연기상                      | 《돈꽃》                                         | 수상 |
| 2017 | MBC 연기대상                       | 남자 인기상                                       | 《돈꽃》                                         | 후보 |
| 2018 | 제54회 백상예술대상                | TV부문 남자 최우수연기상                          | 《돈꽃》                                         | 후보 |
| 2018 | 제6회 에이판 스타 어워즈           | 장편드라마부문 남자 최우수연기상                  | 《돈꽃》                                         | 후보 |
| 2018 | 제31회 그리메상                    | 최우수 남자연기상                                 | 《배드파파》                                     | 수상 |
| 2018 | MBC 연기대상                       | 월화미니시리즈부문 남자 최우수연기상              | 《배드파파》                                     | 후보 |
| 2018 | SBS 연기대상                       | 월화드라마부문 남자 최우수연기상                  | 《기름진 멜로》                                  | 후보 |
| 2018 | 제13회 숨피 어워즈                 | 올해의 연기상 남자부문                            | 《보이스》                                       | 후보 |
| 2022 | 제21회 뉴욕아시아영화제            | 다니엘 A. 크래프트상                              | 빈칸                                             | 수상 |

## 가족
- 배우자:

- 자녀: 장남 정재헌, 차남 정승헌, 딸 정하겸

## 같이 보기
- 용띠클럽